# Erika Pauli
Erika Pauli (* 25. Januar 1912; † nach 1954) war eine deutsche Schauspielerin.

## Leben
Erika Pauli hatte nach der Schauspielausbildung in der Spielzeit 1937/1938 zunächst ein Verpflichtung am Stadttheater in Fürth. Es folgte danach bis zum Jahr 1944 ein Engagement an das Landestheater in Salzburg. Im Anschluss spielte sie dann an verschiedenen Bühnen in München (unter anderem auch dem Staatstheater am Gärtnerplatz).
Irmgard Hoffmann wirkte zudem in einigen Filmproduktionen mit. Darunter befanden sich 1937 die Spielfilme Spiel auf der Tenne von Georg Jacoby mit Heli Finkenzeller, Richard Häußler, Joe Stöckel und Kurt Meisel  und Der Schimmelkrieg in der Holledau von Alois Johannes Lippl mit Eduard Köck, Elise Aulinger und Heli Finkenzeller. Im Jahr 1953 war Erika Pauli in  Die große Schuld von Alfred Lehner mit Renate Mannhardt, Kurt Heintel und Wastl Witt letztmalig in einem Film zu sehen.
Nach 1954 sind keine weiteren beruflichen Tätigkeiten mehr in den Quellen verzeichnet.

## Filmografie
- 1937: Spiel auf der Tenne
- 1937: Der Schimmelkrieg in der Holledau
- 1952: Der weißblaue Löwe
- 1953:  Die große Schuld

## Hörspiel
1954: Franz Rieder: Kragenknöpferl – Regie: Olf Fischer – (Hörspielbearbeitung nach dem Theaterstück Der Wüstling und das Kragenknöpferl – Bayerischer Rundfunk)